# Чупа-Менчулеску
Чупа-Менчулеску (рум. Ciupa-Mănciulescu) — село у повіті Арджеш в Румунії. Входить до складу комуни Ретешть.
Село розташоване на відстані 79 км на захід від Бухареста, 28 км на південний схід від Пітешть, 114 км на схід від Крайови, 111 км на південь від Брашова.

## Населення
За даними перепису населення 2002 року у селі проживали 303 особи, з них 302 особи (99,7%) румунів. Рідною мовою 302 особи (99,7%) назвали румунську.